# سجن معسياهو

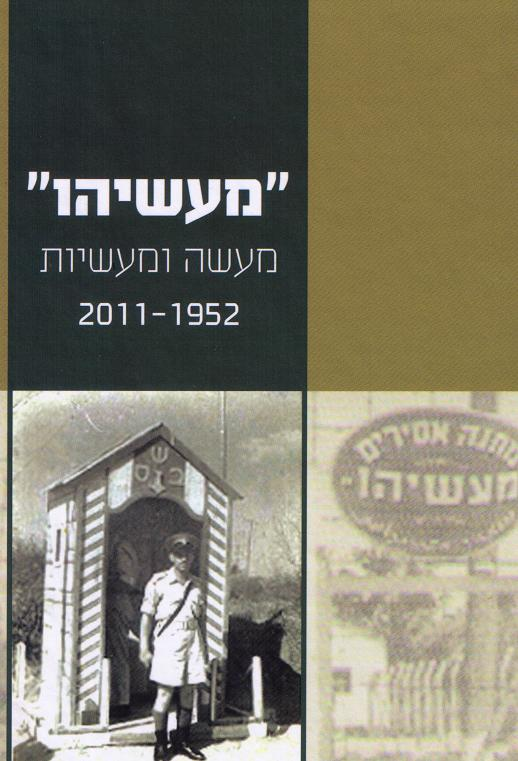
كتاب حول سجن معسياهو

سجن معسياهو هو سجن يتمتع بالحد الأدنى من الأمن في الرملة ، إسرائيل، تديره مصلحة السجون الإسرائيلية .

## تاريخ
يتمتع السجناء الذين ثبتت مسؤوليتهم بإمكانية الوصول إلى أماكن مختلفة للتوظيف وبرامج التعليم، والحق في أخذ إجازات من السجن، فضلاً عن العلاج التأهيلي من خلال طرق مختلفة بما في ذلك العلاج بالحيوانات. يتم احتجاز السجناء الذين لديهم تاريخ من السلوكيات الإشكالية تحت إجراءات أمنية مشددة ولا يُسمح لهم بأخذ إجازات. يوجد جناح خاص للنزلاء الدينيين يسمى جناح توراني، المعروف أيضًا باسم "بيس مدراش معسياهو"، حيث يقضي النزلاء معظم اليوم في الصلاة ودراسة التوراة وغيرها من النصوص اليهودية المقدسة في مدرستين دينيتين ولا يمكنهم الوصول إلى التلفزيون والصحف. يقع مجمع السجون بأكمله في مدينة الرملة في المنطقة الوسطى من إسرائيل.
وفي عام 2002، أعلن النزلاء إضرابًا عن الطعام احتجاجًا على ما اعتبروه معاملة طبية وقانونية غير لائقة.
في عام 2004، قام موظفون عموميون من بلدة اللد المجاورة، الذين لم يتلقوا رواتبهم منذ أشهر، بتقييد أنفسهم بالسلاسل إلى أبواب السجن في احتجاج عام، مطالبين بالقبض عليهم حتى يتمكنوا من إطعامهم طعام السجن المجاني.
وفي عام 2005، تم تحويل أحد أجنحة السجن لإيواء المعتقلين أثناء احتجاجهم على خطة أرئيل شارون للانسحاب من 21 مستوطنة في غزة و4 مستوطنات أخرى في الضفة الغربية نتيجة فشل عملية معركة أيام الغضب التي قامت بها إسرائيل على قطاع غزة.

## السجناء البارزين
- شلومو بنيزري ، سياسي إسرائيلي وعضو في حزب شاس (بدأ حكمه بـ4 سنوات، وتم تقليصه إلى سنتين و8 أشهر) [1]
- أرييه درعي ، سياسي إسرائيلي وأحد مؤسسي حزب شاس الديني المتطرف (حكمه 22 شهرًا) [2]
- مئير كاهانا (1932–1990)، سياسي أمريكي إسرائيلي قومي متطرف [3]
- موشيه كتساف ، رئيس إسرائيل السابق والمدان بالإختصاب (مدة حكمه 7 سنوات، خدم 5 سنوات) [4]
- إيهود أولمرت ، رئيس وزراء إسرائيل السابق، أدين في قضية هوليلاند بالرشوة أثناء عمله كرئيس لبلدية القدس ثم عرقلة العدالة (حكمه 19 شهرًا) [5][6]
- يشاي شليسيل ، المجرم المدان الذي طعن المتظاهرين في مسيرة فخر المثليين في القدس في عامي 2005 و 2015 (حكمه 10 سنوات) [7] [8]
- عامي بوبر ، قاتل جماعي إسرائيلي، [9] [10]
- جاجي سينغ ، لاسلطوي كندي، ناشط مناهض للعولمة والعدالة الاجتماعية (حكمه يوم واحد) [11] [12]